# Districtul Bouteldja
Bouteldja este un district din provincia El Tarf, Algeria.